# 클리포드 P. 케이스
클리포드 필립 케이스 주니어(Clifford Philip Case Jr., 1904년 4월 16일 ~ 1982년 3월 5일)은 미국의 정치인으로 미국 뉴저지주 연방상원의원이다.

## 학사
- 럿거스 대학교 인문사회 학사
- 컬럼비아 법학대학원 법학학사

## 경력
- 1938 ~ 1942 라웨이 시의회 시의원
- 1943.01 ~ 1945.01 제167·168대 뉴저지주 선거구 하원의원
- 1945.01 ~ 1953.08 제79·80·81·82·83대 미국 뉴저지 제6선거구 연방하원의원
- 1955.01 ~ 1979.01 제84·85·86·87·88·89·90·91·92·93·94·95대 미국 뉴저지주 연방상원의원
- 1975.01 ~ 1979.01 미국 상원 외교위원회 간사

## 역대 선거 결과
| 선거명      | 직책명                      | 대수  | 정당   | 득표율 | 득표수      | 결과 | 당락                   |
| ----------- | --------------------------- | ----- | ------ | ------ | ----------- | ---- | ---------------------- |
| 1942년 선거 | 하원의원 (뉴저지 제-선거구) | 167대 | 공화당 | %      | 표          | 1위  | 뉴저지 주의원 당선     |
| 1944년 선거 | 하원의원 (뉴저지 제6선거구) | 79대  | 공화당 | 55.50% | 84,143표    | 1위  | 뉴저지주 하원의원 당선 |
| 1946년 선거 | 하원의원 (뉴저지 제6선거구) | 80대  | 공화당 | 64.70% | 69,395표    | 1위  | 뉴저지주 하원의원 당선 |
| 1948년 선거 | 하원의원 (뉴저지 제6선거구) | 81대  | 공화당 | 55.30% | 83,285표    | 1위  | 뉴저지주 하원의원 당선 |
| 1950년 선거 | 하원의원 (뉴저지 제6선거구) | 82대  | 공화당 | 62.22% | 74,739표    | 1위  | 뉴저지주 하원의원 당선 |
| 1952년 선거 | 하원의원 (뉴저지 제6선거구) | 83대  | 공화당 | 63.94% | 121,252표   | 1위  | 뉴저지주 하원의원 당선 |
| 1954년 선거 | 상원의원 (뉴저지 제2부)     | 84대  | 공화당 | 48.66% | 861,528표   | 1위  | 뉴저지주 상원의원 당선 |
| 1960년 선거 | 상원의원 (뉴저지 제2부)     | 87대  | 공화당 | 55.69% | 1,483,832표 | 1위  | 뉴저지주 상원의원 당선 |
| 1966년 선거 | 상원의원 (뉴저지 제2부)     | 90대  | 공화당 | 60.02% | 1,278,843표 | 1위  | 뉴저지주 상원의원 당선 |
| 1972년 선거 | 상원의원 (뉴저지 제2부)     | 93대  | 공화당 | 62.46% | 1,743,854표 | 1위  | 뉴저지주 상원의원 당선 |